# Angela Venturoli
Angela Venturoli (Molinella, 1941) è una cantante italiana.

## Biografia
Con la famiglia si trasferisce a Castel San Pietro Terme; a dodici anni inizia a suonare il pianoforte, e a quindici debutta come soprano.
Dopo un primo periodo come cantante lirica, decide di dedicarsi alla musica leggera e nel 1960 partecipa al Festival di Castrocaro e lo vince, eseguendo le canzoni Granada (dal repertorio di Claudio Villa) e Gli zingari (di Dalida).
Dopo alcuni 45 giri ed una tournée internazionale in Scozia e Inghilterra decide di ritirarsi a vita privata dedicandosi alla famiglia e continuando a cantare per hobby nel coro Canterini e danzerini romagnoli Turibio Baruzzi di Imola.
Riprende l'attività musicale solo negli anni '90, dedicandosi al folk ed alle canzoni popolari, incidendo anche un album con il fisarmonicista Franco Ancarani, Cui pi par tera (coi piedi per terra).

## Discografia
- 2011 - Cui pi par tèra